# Tachia lancisepala
Tachia lancisepala är en gentianaväxtart som beskrevs av Struwe, Kinkade och Maas. Tachia lancisepala ingår i släktet Tachia och familjen gentianaväxter. Inga underarter finns listade i Catalogue of Life.